# Souleymane Diarra
Souleymane Diarra (1995. január 30. –) mali válogatott labdarúgó.

## Mérkőzései a mali válogatottban
| #  | Dátum              | Ellenfél         | Eredmény | Kiírás              | Esemény |
| -- | ------------------ | ---------------- | -------- | ------------------- | ------- |
| 1. | 2014. június 29.   | Kína             | 3 – 1    | barátságos mérkőzés | 39′     |
| 2. | 2017. október 6.   | Elefántcsontpart | 0 – 0    | Vb-selejtező        |         |
| 3. | 2018. március 23.  | Japán            | 1 – 1    | barátságos mérkőzés | 85'     |
| 4. | 2018. október 16.  | Burundi          | 1 – 1    | ANK-selejtező       |         |
| 5. | 2018. november 17. | Gabon            | 1 – 0    | ANK-selejtező       | 73'     |
| 6. | 2019. június 14.   | Kamerun          | 1 – 1    | barátságos mérkőzés | 74'     |
| 7. | 2019. november 17. | Csád             | 2 – 0    | ANK-selejtező       | 67' 86' |

## Sikerei, díjai
Mali U20:
- U20-as labdarúgó-világbajnokság bronzérmes: 2015
- U20-as Afrika-kupa elődöntős: 2015